# Tylopsis punctulata
Tylopsis punctulata är en insektsart som beskrevs av Kirby, W.F. 1900. Tylopsis punctulata ingår i släktet Tylopsis och familjen vårtbitare. Inga underarter finns listade i Catalogue of Life.